# Kim Ojo
Kim Ojo (Warri, 2 december 1988) is een Nigeriaans voetballer die bij voorkeur als aanvaller speelt.

## Clubcarrière

### Plateau United
Kim Ojo begon zijn profcarrière bij Plateau United. In 2008 liep hij stage bij het Noorse Lyn Oslo.

### Nybergsund
In februari 2008 tekende hij een profcontract bij Nybergsund. In twee seizoenen scoorde Ojo 38 doelpunten in 77 wedstrijden voor de club uit de Noorse hoofdstad.

### SK Brann
In januari 2011 trok hij naar Bergen om bij SK Brann te voetballen. In twee seizoenen scoorde hij 26 doelpunten in 57 wedstrijden voor die club.

### KRC Genk
Op 14 januari 2013 tekende hij een vierjarig contract bij KRC Genk. Hij kreeg het rugnummer 6 toebedeeld. De vorige eigenaar van dat nummer was David Hubert, die op uitleenbasis naar AA Gent trok. Hij maakte zijn debuut voor Genk in de Europa League tegen VfB Stuttgart. Zijn debuut in de competitie maakte hij tegen Standard Luik. In zijn tweede wedstrijd tegen RAEC Mons scoorde hij en gaf hij ook meteen een assist op Benjamin De Ceulaer. In mei 2013 won hij met Genk de beker. Ojo kwam in de finale tegen Cercle Brugge niet van de bank. In het seizoen 2014-2015 werd hij uitgeleend aan het Hongaarse Újpest FC, hier speelde hij 22 wedstrijden waarin hij 4 doelpunten scoorde. Na dit seizoen keerde hij terug naar Genk waar hij te horen kreeg dat hij er geen toekomst meer had.

### OH Leuven en Lyngby
Eind augustus 2015 tekende Ojo een contract bij de Belgische eersteklasser Oud-Heverlee Leuven. In september 2016 ging hij naar het Deense Lyngby BK. Hij verliet de club op 31 augustus 2018.

## Statistieken
| Seizoen | Club        | Land       | Competitie         | Wed. | Goals |
| ------- | ----------- | ---------- | ------------------ | ---- | ----- |
| 2008    | Nybergsund  | Noorwegen  | Adeccoligaen       | 26   | 10    |
| 2009    | Nybergsund  | Noorwegen  | Adeccoligaen       | 26   | 14    |
| 2010    | Nybergsund  | Noorwegen  | Adeccoligaen       | 25   | 14    |
| 2011    | SK Brann    | Noorwegen  | Tippeligaen        | 28   | 15    |
| 2012    | SK Brann    | Noorwegen  | Tippeligaen        | 29   | 11    |
| 2012/13 | KRC Genk    | België     | Jupiler Pro League | 10   | 1     |
| 2013/14 | KRC Genk    | België     | Jupiler Pro League | 7    | 0     |
| 2014/15 | → Újpest FC | Hongarije  | Nemzeti Bajnokság  | 22   | 4     |
| 2015/16 | OH Leuven   | België     | Jupiler Pro League | 12   | 1     |
| 2016/17 | Lyngby BK   | Denemarken | Superligaen        | 16   | 3     |
| 2017/18 | Lyngby BK   | Denemarken | Superligaen        | 19   | 3     |
| Totaal  | Totaal      | Totaal     | Totaal             | 220  | 76    |

## Palmares
| Nationaal        |    |      |
| Beker van België | 1x | 2013 |